# Три Спрингс (Пенсилванија)
Три Спрингс (енгл. Three Springs) град је у америчкој савезној држави Пенсилванија.

## Демографија
По попису из 2010. године број становника је 444, што је 1 (-0,2%) становника мање него 2000. године.
| Група             | 2000.       | 2010.       |
| Белци             | 440 (98,9%) | 437 (98,4%) |
| Афроамериканци    | 0 (0,0%)    | 0 (0,0%)    |
| Азијати           | 0 (0,0%)    | 1 (0,2%)    |
| Хиспаноамериканци | 2 (0,4%)    | 1 (0,2%)    |
| Укупно            | 445         | 444         |